# Instituto Federal de Brasília
O Instituto Federal de Educação, Ciência e Tecnologia de Brasília (IFB), também chamado de Instituto Federal de Brasília, é uma instituição de ensino pública brasileira, sendo parte da Rede Federal de Educação Profissional, Científica e Tecnológica. É o Instituto Federal de Educação, Ciência e Tecnologia do Distrito Federal. 
O Instituto Federal de Brasília foi criado mediante transformação da Escola Técnica Federal de Brasília e a criação de outros campi, contando atualmente com dez: Brasília, Ceilândia, Estrutural, Gama, Planaltina, Recanto das Emas, Riacho Fundo, Samambaia, São Sebastião e Taguatinga. Desses, apenas o Campus Planaltina está situado em área rural. A reitoria fica em Brasília, no bairro da Asa Sul.
O IFB oferece 46 cursos técnicos, e 21 cursos superiores, sendo dez tecnológicos, dez licenciaturas e um bacharelado, além de uma especialização, um mestrado, 16 cursos de formação inicial e 37 cursos de formação continuada.

## Histórico
No dia 29 de dezembro de 2008, o presidente Luiz Inácio Lula da Silva sancionou a Lei 11.892, que tinha sido aprovada pelo Congresso Nacional. Essa lei criou os Institutos Federais a partir de outras unidades educacionais federais, como Centros Federais de Educação Tecnológica (CEFETs), Escolas Agrotécnicas e Escolas Técnicas Federais, incluindo a Escola Técnica Federal de Brasília. Os Institutos Federais foram criados com objetivo de estimular a educação tecnológica, com cursos de currículo técnico integrados ao ensino médio e cursos superiores de tecnologia, de engenharias e de licenciaturas em ciências física, química, matemática e biologia. Cada IF teria autonomia em sua área para criar e extinguir cursos e campi, e a partir de 2009 uma expansão da rede começa em todo o país, não sendo diferente no Distrito Federal.

## Reitoria
A atual reitora do IFB é Veruska Ribeiro Machado, assumindo o cargo após a reitoria de Luciana Miyoko Massukado. A Reitoria do Instituto Federal de Brasília está localizada no Edifício Siderbrás, no Setor de Autarquias Sul (SAUS), Quadra 2, Bloco E. 

## Campi

### CampusPlanaltina
O Campus Planaltina do Instituto Federal de Brasília (IFB) foi criado como Escola Agrotécnica Federal de Brasília (EAF) em 1959, sendo vinculada ao Ministério da Agricultura.
Em 1967, a escola subordina-se ao Ministério da Educação e Cultura (MEC), passando a ser chamada Colégio Agrícola de Brasília (CAB). O colégio foi transferido para o Governo do Distrito Federal, em 1978, incorporando-se à Rede Oficial do Distrito Federal. A partir de 19 de julho de 2000, o Colégio Agrícola de Brasília passou à denominação de Centro de Educação Profissional - Colégio Agrícola de Brasília, adotando a sigla - CEP/CAB, objetivando a qualificação profissional em Cursos Básicos e Técnicos de Agropecuária e Agroindústria.
Em seus mais de 60 anos de história, o atual Campus Planaltina do IFB passou por mudanças diversas se integrando à Rede Federal de Educação Profissional, Científica e Tecnológica em 2008, quando a Lei n° 11.892 criou a rede de Institutos Federais.

 
Essa unidade está voltada à formação profissional nas áreas da Agropecuária e Agroindústria tanto no modelo tradicional quanto agroecológico. Esse núcleo fica situado na Rodovia DF-128, km 21, na Zona Rural de Planaltina. O campus - uma fazenda - tem área total de 2.300 hectares. Atualmente oferece cursos superiores como Agroecologia e Licenciatura em Ciências Biológicas. A forma de ingresso para os cursos superiores ocorre através da nota do Exame Nacional do Ensino Médio (ENEM).

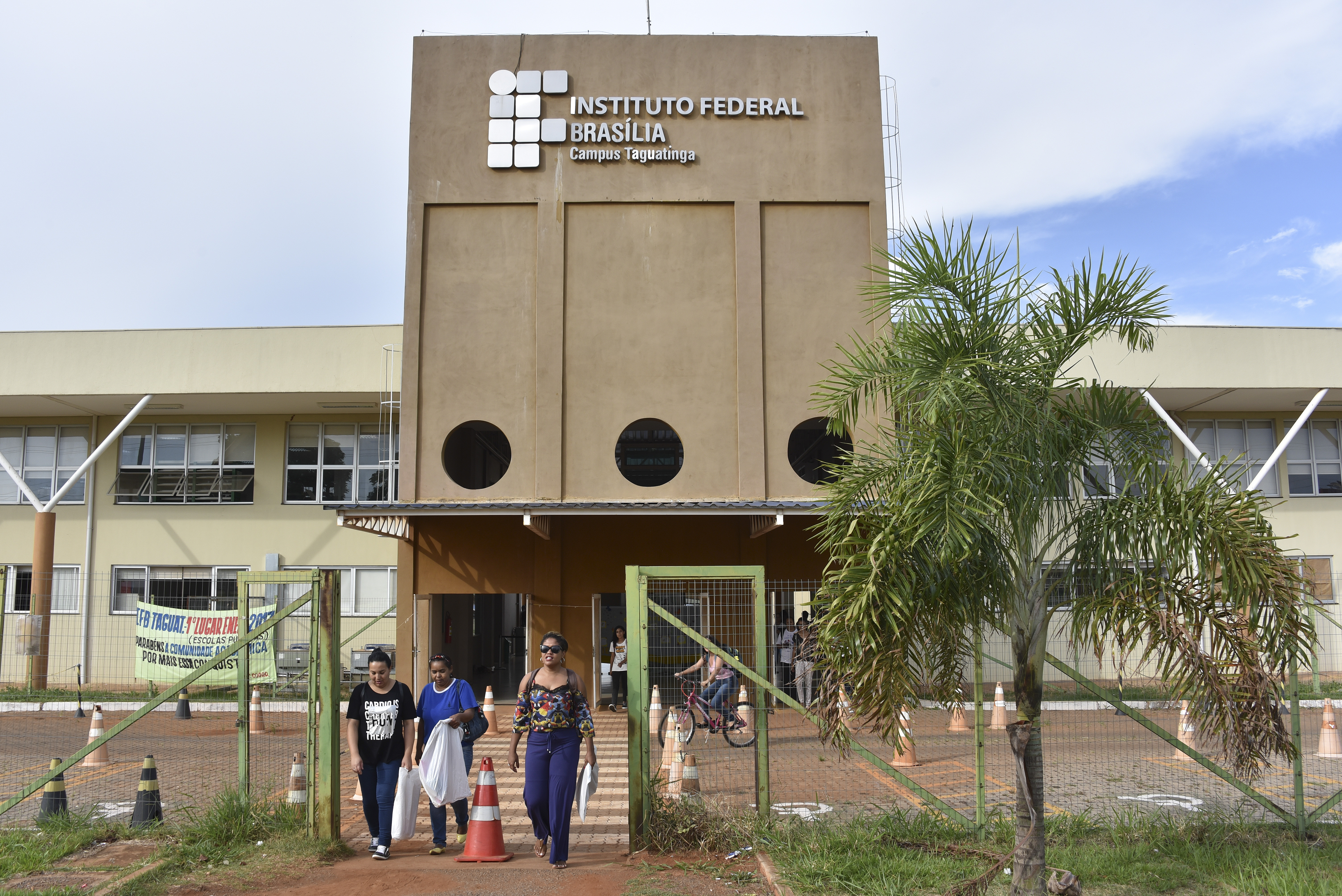
Campus Taguatinga.

### CampusTaguatinga
O Campus Taguatinga do IFB foi criado em 2008 por meio da Lei 11.892. Esta unidade oferece formação nas áreas de Comércio, Vestuário, Eletromecânica, Informática e Licenciatura em Física. A vocação do Campus foi definida através de consultas à sociedade e tendo como base dados socioeconômicos da região.
São oferecidos cursos técnicos, cursos de formação inicial e continuada (FIC), projetos de extensão e cursos de idiomas, além do projetos de extensão. O campus conta com professores especialistas, mestres e doutores e possui laboratórios de software e hardware.
Atualmente, o Campus está localizado na QNM 40, Área Especial 01, às margens da BR-070, na região administrativa de Taguatinga.

### CampusBrasília
O Campus Brasília do IFB foi criado em 2008 por meio da Lei 11.892. A vocação do campus foi definida por meio de consultas à sociedade, tendo como base dados socioeconômicos da região. A unidade atua em quatro eixos tecnológicos: Gestão e Negócios, Tecnologia da Informação, Hospitalidade e Lazer e Artes na área de Dança.
São oferecidos cursos técnicos, superiores, de Formação Inicial e Continuada (FIC), projetos de extensão, programa Certific, cursos de idiomas e do Pronatec.
O prédio definitivo conta com quatro blocos entregues e em funcionamento. Em dois deles estão as salas de aulas, salas de apoio estudantil e administrativo, laboratórios, auditório e área para instalação da lanchonete. No bloco de entrada está instalada a reitoria do IFB. Após anos de construção, atualmente o IFB também conta com laboratórios específicos para cursos técnicos e superiores, além de biblioteca, teatro e ginásio poliesportivo. Em 2022, é criado também o Lab Maker, uma iniciativa que visa incentivar a pesquisa e o desenvolvimento científico.
O Campus conta com professores especialistas, mestres e doutores e funciona na Asa Norte, no Setor de Grandes Áreas Norte (SGAN) 610, Módulo D, E, F e G.

### CampusSamambaia
O Campus Samambaia do IFB foi criado em 2008 por meio da Lei 11.892. Esta unidade oferece formação técnica nas áreas de Construção Civil, Meio Ambiente e Produção Moveleira, além de Licenciatura em educação profissional para aqueles que já possuem alguma graduação. A vocação do Campus foi definida através de consultas à sociedade e tendo como base dados socioeconômicos da região.
Os cursos técnicos são oferecidos tanto para aqueles que já concluíram o ensino médio quanto na modalidade integrada, em curso PROEJA (edificações) e Ensino Médio Integrado (Controle Ambiental e Design de Móveis).
São oferecidos cursos Técnicos, Formação Inicial e Continuada (FIC) – que são cursos profissionalizantes  de curta duração - projetos de extensão, Programa Certific - para a certificação de saberes - e cursos de idiomas. O Campus conta com professores especialistas, mestres e doutores e possui, atualmente, Laboratório de Informática.
A unidade está situada na Rodovia DF-460 - Subcentro Leste, Complexo Boca da Mata, Lote 01, na região administrativa de Samambaia.

### CampusGama
O Campus Gama do IFB foi criado em 2008 por meio da Lei 11.892. Esta unidade oferece formação nas áreas de Logística, Agronegócio, Cooperativismo e Técnico em Química em nível técnico e Licenciatura em Química em nível superior. A vocação do Campus foi definida através de consultas à sociedade e tendo como base dados socioeconômicos da região. São oferecidos cursos técnicos, cursos de formação inicial e continuada (FIC), projetos de extensão e cursos de idiomas. O campus conta com professores especialistas, mestres e doutores e possui Laboratório de informática.
No começo as aulas ocorriam na sede situada na Praça II, Setor Central – antiga Biblioteca Pública de Gama, em frente à Rodoviária. Agora com o término da construção do novo prédio na DF-480, Lote 01, Setor de Múltiplas Atividades, as aulas já acontecem na sua sede definitiva. Nesse novo local já está instalado mais laboratórios e foram ampliados os cursos. A implantação dessa unidade em Gama atende, além dessa cidade, as cidades do seu entorno como Recanto das Emas, Riacho Fundo, Riacho Fundo II, Santa Maria, Valparaíso de Goiás e Novo Gama, as duas últimas situadas em Goiás.

### CampusRiacho Fundo
O Campus Riacho Fundo é temático no Eixo Turismo, Hospitalidade e Lazer. O seu planejamento prevê o atendimento de 1.200 alunos para as diferentes modalidades de educação e ensino: o Ensino Médio Integrado, Técnico Subsequente, Tecnólogo e Licenciatura.
Atualmente são ofertados os cursos de Licenciatura em Geografia, Técnico em Cozinha, Técnico em Panificação, Licenciatura Letras Inglês, Cursos Técnicos Integrados ao Ensino Médio nas áreas de Cozinha e Hospedagem, e ainda o curso Técnico em Serviços de Restaurante e Bar na modalidade PROEJA.
O Campus conta com professores especialistas, mestres e doutores e possui espaço destinados aos laboratórios de Cozinha Quente, Cozinha Fria, Habilidades Básicas, Serviços de Bar e Restaurante, Laboratório de Panificação e Meios de Hospedagem. 
Visite o Campus no endereço: Av. Cedro, AE 15, QS 16,no na região administrativa do Riacho Fundo, Distrito Federal.

### CampusSão Sebastião
O Campus São Sebastião do Instituto Federal de Brasília (IFB) iniciou suas atividades em agosto de 2011. Até julho de 2015, a unidade funcionou no Centro Ensino Fundamental (CEF) Miguel Arcanjo, graças a uma parceria realizada entre o IFB e a Secretaria de Educação do GDF.
Além das 16 salas de aula do Centro de Ensino, a unidade também funcionou no Centro de Múltiplas Funções, localizado na mesma avenida do colégio. Ali as instalações foram reformadas para que o campus pudesse contar com espaço de apoio administrativo, além de três salas de aula, laboratório de informática, biblioteca, almoxarifado e salas de atendimento.
Após análise dos dados socioeconômicos da região, e por meio de consultas públicas, definiu-se que o Campus São Sebastião tem vocação para oferecer cursos das seguintes áreas: Gestão e Negócios, Apoio Educacional, Ambiente, Saúde e Segurança.
O Campus São Sebastião oferece hoje os cursos superiores: Licenciatura em Letras/Português, Licenciatura em Pedagogia, Tecnólogo em Secretariado; os cursos técnicos subsequentes (Secretaria Escolar, Secretariado e Desenvolvimento de Sistemas Educacionais); técnicos Integrados ao Ensino Médio em Administração e em Desenvolvimento de Sistemas Educacionais; PROEJA  em Secretariado.  
A sede definitiva do Campus São Sebastião do IFB, situada na Área Especial 2, S/N, Bairro São Bartolomeu - São Sebastião/DF, possui uma área total de 26.216m² com 5.939,48m² de área construída. A estrutura é dividida em 5 blocos, sendo um bloco administrativo/pedagógico com dois pavimentos. No térreo são desenvolvidas as atividades administrativas da instituição, o Registro Acadêmico, Protocolo, Assistência Estudantil e todas as coordenações e direções do Campus. No térreo está a Biblioteca (com dois pavimentos) e com capacidade para estudo simultâneo de 30 usuários, laboratórios de química e 2 laboratórios de informática equipados com 26 máquinas cada e projetor multimídia. No primeiro andar temos 13 salas de aula. Os demais blocos são: bloco de laboratórios especiais, bloco de convivência, um ginásio poliesportivo e um auditório com 144 assentos, com espaços reservados para pessoas obesas e pessoas com necessidades especiais. No bloco de laboratórios especiais temos 4 laboratórios de informática com 31 computadores cada, 1 laboratório de multimeios didáticos, 1 laboratório de secretariado/secretaria escolar e 1 laboratório de robótica e um miniauditório com capacidade para 60 pessoas.
O Campus é totalmente acessível com rampas de acesso em todos os blocos, a biblioteca possui um elevador para transporte de livros e pessoas com dificuldades de locomoção, o sistema de águas pluviais possibilita o aproveitamento da água da chuva para irrigação das áreas verdes. Temos uma entrada exclusiva para pedestres e outra exclusiva para veículos. Toda a área é cercada com vigilância 24 horas. O estacionamento interno possui 120 vagas para veículos automotores. Todos os blocos possuem banheiros para homens, mulheres e pessoas com necessidades especiais com dimensões apropriadas.

### CampusEstrutural
A sede do Campus Estrutural (CEST) iniciou suas atividades em fevereiro de 2012, data da instalação do campus provisório, no Centro Comunitário, localizado ao lado da Administração Regional da Estrutural. Nesse mesmo ano, foi iniciado o curso de Atendimento ao Cliente no Setor Automotivo, bem como os cursos de Assistente em Administração, Informática Básica, Jovem Aprendiz em Manutenção Automotiva. A partir daí o CEST também passou a ofertar os cursos Formação Inicial e Continuada de Inglês e Espanhol Básico e Rede de Computadores.
O campus definitivo da Estrutural inaugurado em maio de 2016, numa área de mais de 25 mil m2, situada na entrada principal da Cidade do Automóvel. Com o espaço definitivo, a unidade deverá ter capacidade de atender 1200 alunos divididos nos três turnos de funcionamento.
O IFB busca atender, com a oferta de cursos, tanto a população da comunidade da RA SCIA-Estrutural, como os moradores das regiões vizinhas (Vicente Pires, Guará e Cruzeiro). O campus busca oferecer cursos nas áreas definidas pelos seguintes eixos tecnológicos: Gestão e Negócios, Informática e Comunicação e Controle e Processos Industriais. Tais eixos foram definidos com a participação da comunidade em audiência pública realizada em outubro de 2010.
Atualmente, além dos cursos de criados desde a instalação do campus provisório, são oferecidos os cursos de Licenciatura em Matemática e Técnico em Manutenção Automotiva. Em 2017, prevê-se a oferta de Ensino Médio integrado ao Técnico em Manutenção Automotiva, além do curso de Formação Inicial e Continuada (FIC) em Refrigeração e Climatização.

### CampusCeilândia

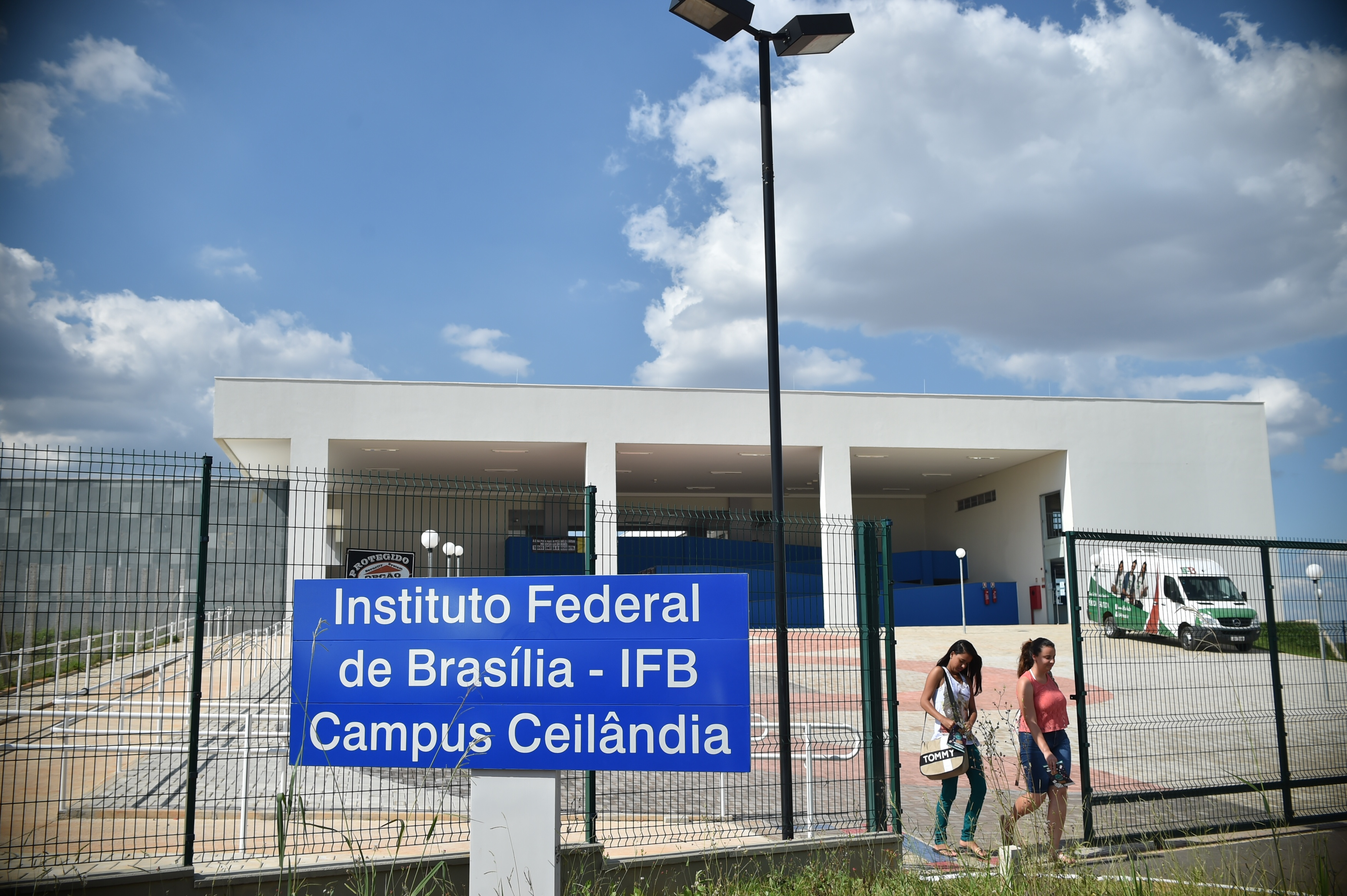
Campus Ceilândia.

Em julho de 2015, o Campus Ceilândia mudou-se para a sua sede própria, localizada na QNN 26, Área Especial, entre a Faculdade de Ceilândia da Universidade de Brasília e a linha do metrô no setor P Sul. A escola tem capacidade para atender até 1200 estudantes, com um quadro de pessoal estimado em 100 servidores públicos e 20 funcionários.
De 2012 a 2015, o Campus Ceilândia funcionou provisoriamente na Agência do Trabalhador do P Sul. Nessa fase, foram criadas mais de 3 mil oportunidades de capacitação profissional, beneficiando toda a comunidade.
Atualmente o Campus Ceilândia atua com foco nos cursos técnicos (Equipamentos Biomédicos, Eletrônica e Segurança do Trabalho), cursos de curta duração de Formação Inicial e Continuada (FIC), curso superior de Licenciatura em Letras, além de cursos de extensão, PRONATEC e e-TEC.  
Essas ofertas podem variar ao longo do tempo, desde que se mantenham alinhadas com o eixo tecnológico central da instituição (Eletrônica), possibilitando uma capacidade de adaptação às demandas da sociedade. 
Já foram oferecidos pelo campus cursos nas áreas de Auxiliar de Pessoal, Cadista para Construção Civil, Gestão e Práticas Empreendedoras para Micro e Pequenas Empresas e Espanhol para a Terceira Idade.
Além desses cursos, em parceria com os programas Pronatec, Mulheres Mil e e-Tec, o Campus Ceilândia ofereceu, nos anos de 2013 e 2014, cursos profissionalizantes nas áreas de Cuidador de Idosos, Operador de Computadores, Recepcionista, Cenotecnia, Auxiliar de RH, Auxiliar de Serviços Turísticos, Inglês e Espanhol Aplicados aos Serviços Turísticos, Técnico em Infraestrutura Escolar, Técnico em Multimeios Didáticos, Técnico em Secretaria Escolar, entre outros.
Quando ainda não tinha uma sede própria, de 2012 até julho de 2015, o campus firmou uma série de parcerias para viabilizar suas atividades de ensino, pesquisa e extensão. Nessa fase a escola chegou a funcionar em seis polos espalhados pela cidade, destacando-se as parcerias com a Associação Comercial de Ceilândia – ACIC (Ceilândia Centro), a ONG Casa da Justiça e Cidadania, o Centro Cultural de Ceilândia, o CEF 27 (Ceilândia Norte), a Associação Empresarial e Classista do Distrito Federal (Área de Desenvolvimento Econômico no P Sul) e a Agência do Trabalhador do P. Sul, onde ficava a sede administrativa.

### CampusRecanto das Emas
O Campus Recanto das Emas (CREM) do Instituto Federal de Educação, Ciência e Tecnologia de Brasília (IFB) é resultado da transferência do antigo Campus Taguatinga Centro para a cidade do Recanto das Emas. Está mudança foi validada pelo Conselho Superior do IFB por meio da Resolução Nº 35/2016. As atividades do CREM em sua sede definitiva tiveram início em janeiro de 2018 e seu eixo tecnológico é Produção Cultural e Design. Essa área de atuação e seus primeiros cursos foram definidos pela comunidade em audiência pública realizada em setembro de 2016.
Atualmente, esta unidade de ensino oferta cursos técnicos integrados e técnicos subsequentes presenciais. Na modalidade de Educação a Distância são ofertados cursos técnicos subsequentes. Também são oferecidos semestralmente cursos profissionalizantes de Formação Inicial e Continuada (FIC) que têm curta duração e visa a aperfeiçoar os trabalhadores em atividades que já exercem ou prepará-los para mudarem de área profissional.
Os cursos ofertado são: Técnico em Produção de Áudio e Vídeo integrado ao Ensino Médio, Técnico em Produção de Áudio e Vídeo Subsequente ao Ensino Médio, cursos na modalidade de Educação a Distância e cursos profissionalizantes de curta duração (FIC).

## Ingresso
Diferente de outras instituições da Rede Federal, que em geral realizam exames de classificação, o Instituto Federal de Brasília tem o sorteio como forma de ingresso nos cursos de formação inicial e continuada e de ensino médio. Já para o nível superior, o IFB usa o Sistema de Seleção Unificada (SISU) através da nota do ENEM.

## ConectaIF
Conecta IF é um evento gratuito e anual realizado pelo Instituto Federal de Brasília que reúne inovação, tecnologia e muito conhecimento. Nele, são oferecidas centenas de atividades, todas gratuitas, e nas mais diversas áreas. São oficinas, mostras, workshops, rodas de conversa, protótipos de produtos, arte, cultura, palestras, competições, exposições e muito mais, totalizando 18 eventos simultâneos.
Na edição, ocorrida no Centro de Convenções Ulysses Guimarães, em agosto de 2018, há grandes feitos: 70 mil visitantes; 21 instituições parceiras; 41 institutos da Rede Federal; 32 projetos inovadores; 26 eventos ocorrendo concomitantemente; 500 trabalhos científicos apresentados, expostos e avaliados; 2.500 pessoas qualificadas nas 105 oficinas realizadas durante o evento.
O principal objetivo do CONECTAIF é fomentar o diálogo entre as várias ações desenvolvidas no âmbito da Educação Profissional e Tecnológica, englobando a difusão de conhecimento com a participação efetiva de pesquisadores, professores e alunos da Rede Federal de Educação Profissional, Científica e Tecnológica e da comunidade escolar do GDF e entorno; gestores; empresários; representantes de instituições parceiras; e público visitante.

## Revista Eixo
A revista técnico-científica do Instituto Federal de Educação, Ciência e Tecnologia de Brasília/IFB. Ao longo dos últimos anos, a Revista Eixo publicou artigos, ensaios, dossiês temáticos e trabalhos apresentados em eventos nacionais e internacionais. O reconhecimento da qualidade do nosso periódico tem aumentado na comunidade interna e externa ao IFB. Atualmente, o tempo médio que decorre entre a submissão do artigo até a decisão editorial final é de 182 dias, incluídos nesse período a primeira resposta editorial (aceito, aceito com correções ou rejeitado) e o tempo necessário para que os autores façam as alterações indicadas pelos revisores, quando assim é o caso. Digno de menção, a Revista Eixo tem qualis B2 na área de Ensino e tem classificação em outras dez áreas de avaliação da CAPES em face de seu caráter multidisciplinar.